# Furggabüel
Furggabüel är en bergstopp i Schweiz.   Den ligger i regionen Imboden och kantonen Graubünden, i den östra delen av landet, 160 km öster om huvudstaden Bern. Toppen på Furggabüel är 2 174 meter över havet, eller 73 meter över den omgivande terrängen. Bredden vid basen är 1,3 km.
Terrängen runt Furggabüel är huvudsakligen mycket bergig. Närmaste större samhälle är Chur, 5,8 km nordost om Furggabüel. 
Trakten runt Furggabüel består i huvudsak av gräsmarker. Runt Furggabüel är det ganska glesbefolkat, med 48 invånare per kvadratkilometer.